# Андра Руслан Романович
Русла́н Рома́нович Андра (8 квітня 1994, Суми — 3 вересня 2014, Побєда, Новоайдарський район) — сержант Збройних сил України, учасник російсько-української війни.

## Життєпис
Народився 1994 року в місті Суми. Закінчив сумську ЗОШ № 24, по тому — ПТУ. 2011 року призваний до лав ЗСУ, служив у Києві зв'язківцем, водієм, демобілізувався сержантом. Працював слюсарем на підприємстві «Сумихімпром» — цех гранульованого суперфосфату, вступив на заочне навчання до Сумського державного університету, «інженерна механіка».
Мобілізований у березні 2014-го, водій автомобіля зв'язку, 27-а реактивна артилерійська бригада.
В липні автомобіль, у якому перебував Руслан, потрапив у засідку; в ході бою двох терористів було взято в полон, з розстріляної ними легкової автівки врятовано двох маленьких дівчаток. 3 вересня 2014-го загинув під час обстрілу з території РФ із РСЗВ «Смерч» уночі базового табору 27-го полку під Старобільськом.
Похований 16 вересня 2014-го в місті Суми, Центральне кладовище, Алея поховань Почесних громадян.
Без Руслана лишилися батьки та двоє молодших братів (один з яких народився вже після загибелі Руслана).

## Нагороди і вшанування
За особисту мужність і героїзм, виявлені у захисті державного суверенітету та територіальної цілісності України, вірність військовій присязі під час російсько-української війни, відзначений — нагороджений
- 27 червня 2015 року — орденом Богдана Хмельницького III ступеня (посмертно)
- медаллю «Захиснику Вітчизни»
- почесний громадянин міста Суми (2.12.2015)
- Його портрет розміщений на меморіалі «Стіна пам'яті полеглих за Україну» у Києві: секція 4, ряд 7, місце 5
- Вшановується в меморіальному комплексі «Зала пам'яті», в щоденному ранковому церемоніалі 3 вересня[1]